# Cyrtaucheniidae
Cyrtaucheniidae là một họ nhện gồm 134 loài được xếp vào 18 chi.

## Phân loại
Xem Danh sách các loài nhện trong họ Cyrtaucheniidae.